# Šaľa
Šaľa este un oraș în sudul Slovaciei, cu o importantă minoritate etnică maghiară. Are 25.121 locuitori (1998).

## Demografie
| An:                | 1994   | 2004   | 2014   | 2024    |
| ------------------ | ------ | ------ | ------ | ------- |
| Număr de persoane: | 25.284 | 24.506 | 22.938 | 19.934  |
| Diferență:         |        | −3,07% | −6,39% | −13,09% |

| An:                | 2023   | 2024   |
| ------------------ | ------ | ------ |
| Număr de persoane: | 20.239 | 19.934 |
| Diferență:         |        | −1,50% |